# Schloss Freistadt

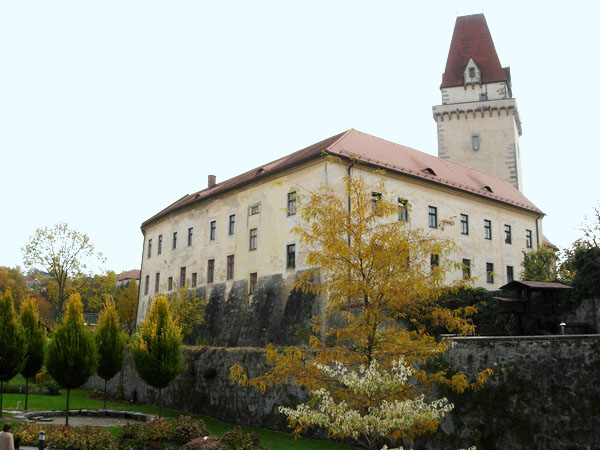
Außenansicht Schloss Freistadt

Das Schloss Freistadt im oberösterreichischen Mühlviertel wurde zwischen 1363 und 1398 samt Bergfried errichtet und diente der Verstärkung der Befestigungsanlagen der Stadt Freistadt. Heute sind im Schloss das Finanzamt und das Mühlviertler Schlossmuseum untergebracht.

## Geschichte

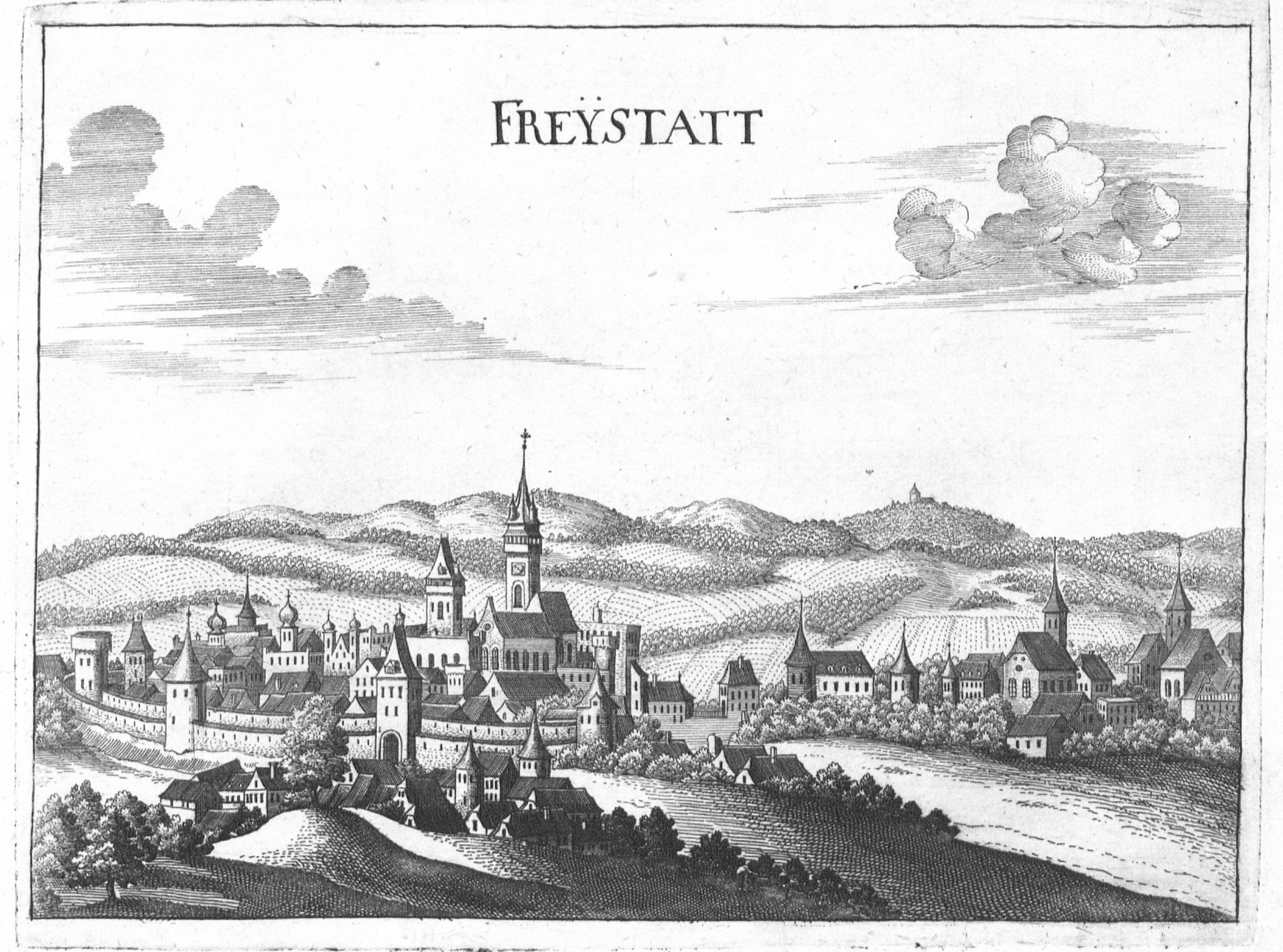
Ansicht Freistadts um 1674, Stich von Georg Matthäus Vischer

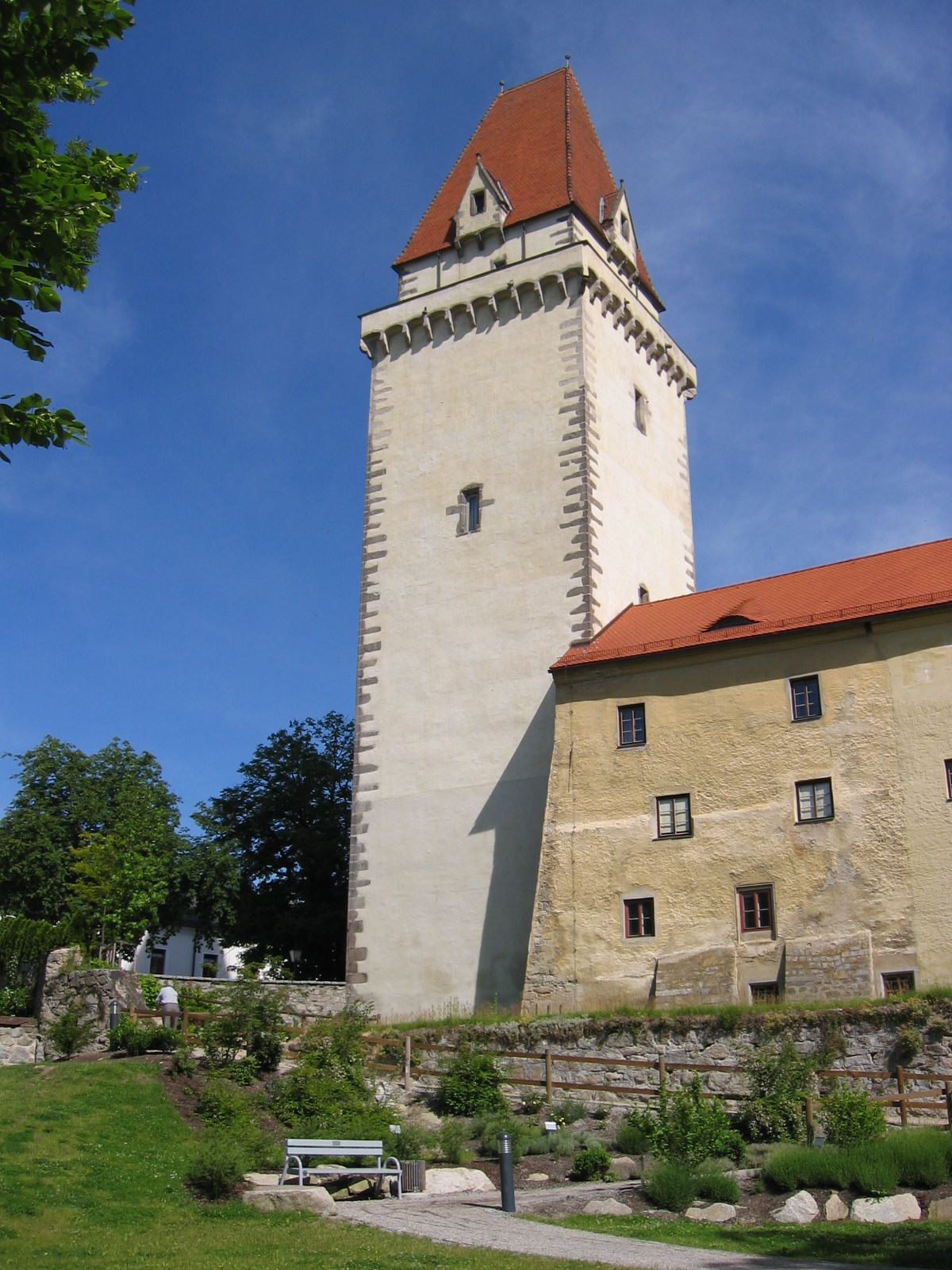
Bergfried

Das Schloss wurde als Verstärkung der Befestigungsanlagen ab dem Jahr 1363 errichtet. Herzog Rudolf IV. der Stifter erteilte den Auftrag zum Bau des Schlosses. Bis zur Fertigstellung wurden alle Besitzungen im Landgericht Freistadt mit einer Steuer belegt: Hof, Hube, Lehen und Hofstatt. Nach dem Tod Rudolfs (1365) führten seine Brüder Leopold und Albrecht den Bau weiter, und 1397/98 war das neue Schloss samt dem Bergfried fertiggestellt. Bis 1440 erfolgten einige Ausbesserungen und am Ende des 15. Jahrhunderts wohl auch eine Erhöhung des Burgfrieds.
Das Schloss ersetzte das alte Schloss in der Salzgasse, den „Altenhof“ (heute: Salzhof). Das neue Schloss diente dem Landesfürsten als Verwaltungsgebäude der Herrschaft Freistadt mit dem Amtssitz Freistadt (dazu gehörten u. a. Leopoldschlag, Neumarkt, Schenkenfelden, Rainbach) und als Unterkunft der Pfleger der Herrschaft. Der zweite Amtssitz der Herrschaft Freistadt war ab dem 18. Jahrhundert Schloss Haus. Mit dem zeitgleichen Ausbau der übrigen Befestigungsanlagen verstärkte das Schloss die Verteidigungskraft der Stadt. Dennoch war das Schloss das schwächste Glied in der Kette der Verteidigungslinien.
In den äußeren Schlosshof Schloss gelangt man durch zwei Wege: durch ein Tor am Hauptplatz und durch ein weiteres Tor am Ende der Schlossgasse von der Böhmergasse her kommend. Das Schloss war zusätzlich durch einen Graben und eine Zugbrücke gegen die Stadt und eventuelle Angriffe von dieser Seite gesichert. Selbst die angrenzenden Bürgerhäuser durften damals keinen Ausgang zum äußeren Schlosshof haben.
Während der Hussitenkriege und der vielen Grenzfehden des 15. Jahrhunderts bewährte sich das Schloss als starkes Bollwerk an der Seite der Stadt. Im 16. Jahrhundert wurde viel umgebaut, die Pläne für den Neubau des Südtrakts (1588) stammten von den Baumeistern Antonio Cerisora, Ambrosio Solari und Mert Pogner. Um 1594 diente das Schloss während der Türkenkriege als Fluchtburg für die umliegende Bevölkerung. Nur einmal wurde das Schloss von Belagerern geplündert, 1626, als die aufständischen Bauern die Stadt und das Schloss eroberten. Der damalige Verwalter und drei anwesende Kapuziner wurden in die Schlosskapelle gesperrt und misshandelt. Die liturgischen Geräte wurden entwendet, alle Kästen und Truhen aufgebrochen und geplündert.
Im Laufe der Zeit gab es auch Gegensätze zwischen der Stadt und dem Schloss. Ein Streitpunkt war ein „Hintertürl“, das vom Schloss in den Zwinger und über den Stadtgraben aus der Stadt führte und das bereits beim Bau eingeplant worden war. Damit konnten die Schlossbewohner unerkannt die Stadt verlassen, jedoch stellte das Tor auch ein Sicherheitsrisiko dar, weshalb die Tür im 15. Jahrhundert zugemauert wurde. Hans Christoph von Gera forderte 1584 die Öffnung der Tür, indem er sich auf die fehlende Fluchtmöglichkeit bei den beiden Stadtbränden von 1507 und 1516 berief. Letztendlich entschied der Landesfürst zugunsten der Stadt, die Tür zugemauert zu belassen.

### Besitzerwechsel im Laufe der Zeit
Wenn die Habsburger Geld brauchten, wurde das Schloss verpfändet, daher wechselte so des Öfteren die Bewohner und „Besitzer“. Das Schloss war Teil der landesfürstlichen Herrschaft Freistadt und wurde wie diese als Pfandherrschaft vergeben.
Jeder neue Besitzer hatte seine eigenen Vorstellungen und Wünsche, und so wurde das Schloss – freilich nur mit Zustimmung der Habsburger – ständig umgebaut und verändert. Von den Besitzwechseln vor 1620 ist schriftlich kaum etwas erhalten geblieben. Von 1290 bis ins 14. Jahrhundert waren die Wallseer Inhaber der Pfandherrschaft, 1445 wird ein Reinprecht III. von Wallsee als Pfandinhaber bezeugt. Von 1493 bis 1500 waren die Zelkinger die Pfandinhaber, bevor bis 1509 Laßla von Prag das Pfand innehatte. Ab 1509 bis 1620 besaßen die Landauer die Herrschaft und das Schloss. Alles gleich war, das sie nicht im Schloss wohnten und daher Pfleger mit der Verwaltung beauftragten, wie 1519 Bernhard Jörg zu Roith oder 1604 Hanns Christoph von Gera. 1620 verkaufte der Kaiser Ferdinand die Herrschaft samt Schloss an den Grafen Leonhard Helfried von Meggau, einen katholischen Mitstreiter in der Zeit der Gegenreformation. Nach dem Aussterben der Meggau (1646) fiel der Besitz wieder an den Kaiser zurück. Pfandinhaber des Schlosses war bis 1700 Johann Ulrich von Slavata, ein Sohn des Wilhelm Slavata und der Otilie von Neuhaus, der mit Maria Franziska Theresia von Meggau (1609–1676) verheiratet war. Im Jahr 1700 verkaufte der Kaiser Leopold die Herrschaft dem Grafen Ferdinand Bonaventura von Harrach als freies Eigen. Dessen Urenkelin Rosa heiratete 1777 den Fürsten Joseph Kinsky, und so ging die Herrschaft von Freistadt auf die Familie Kinsky (fürstliche Linie) über. 1798 erwarb die Stadt Freistadt das Schloss um 5000 Gulden. Die Fürstin Rosa übersiedelte in das ehemalige Kapuzinerkloster außerhalb der Stadt, das 1785 aufgehoben worden war und nun in ein fürstliches Schloss umgewandelt wurde. Auch der Amtssitz der Herrschaft Freistadt wurde bis zur Aufhebung der Grundherrschaft im Jahr 1848 in das neue Schloss verlegt.
Als Pfleger, die für die Besitzer die Herrschaft verwalteten und im Schloss wohnten sind bekannt: Bis 1455 ein Ulrich von Starhemberg, 1463 wird ein Graf von Bierstein, 1475 ein Bernhard von Starhemberg und 1507 Georg von Lobenstein.

### Eigentum der Gemeinde Freistadt
Die Stadt verwendete das Schloss nach zahlreichen Umbauten ab 1801 als Durchmarsch-Kaserne (bis 1924). Durch das neue Quartier für durchziehende Truppen konnten zwei Häuser der Stadt, die bisher diesem Zweck dienten, wieder an Bürger verkauft werden. Zwischen 1829 und 1831 war auch ein Siechenhaus untergebracht. In den Jahren 1834 bis 1848 stand das Gebäude leer, nur wenige Leute wohnten im Gebäude. Um eine ständige Garnison zu erhalten, schenkte die Stadt 1853 das gesamte Schloss dem kaiserlichen Ärar, seitdem ist es im Staatsbesitz. Zwischen 1879 und 1937 war eine Garnison in der „Schlosskaserne“ stationiert. Hier brach am 2. Mai 1880 ein Brand aus, der das gesamte Schloss und den nördlichen Teil der Stadt samt Böhmertor (38 Bauwerke) schwer beschädigte. Seit 1924 haben verschiedene Ämter ihren Sitz im ehemaligen Schloss, heute ist es das Finanzamt.
Nach dem Brand von 1880 hat Kaiser Franz Josef den Plan einiger Kreise, den beschädigten Schlossturm abzutragen, abgelehnt und ließ den Turm wieder instand setzen.
Seit 1918 gehört das Schloss der Republik Österreich als Nachfolger der Monarchie.

## Heutiges Aussehen

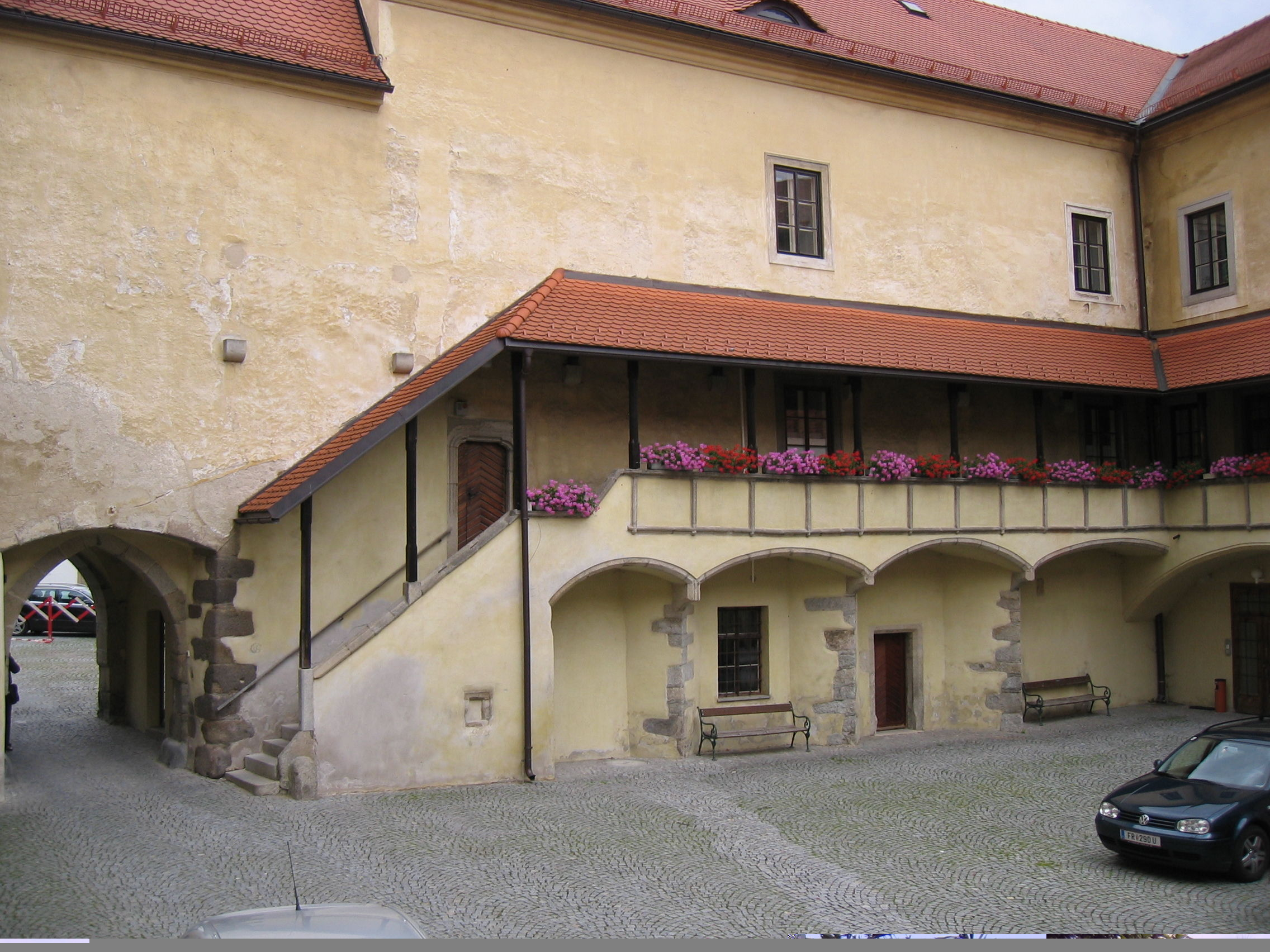
Innenhof mit Aufgang zum Finanzamt

Dem Schloss vorgelagert ist der äußere Schlosshof, den man vom Hauptplatz und von der Böhmergasse über die Schlossgasse erreichen kann. Der ehemalige Getreidekasten samt Stallung (heute: Jugendzentrum) in der Nähe der Bergfrieds befindet sich in der Nähe des Durchgangs vom Hauptplatz. Gegenüber befinden sich die ehemaligen Stallungen für die Pferde (heute: Konditorei). Das nördliche Ende des Platzes ist von der Stadtmauer begrenzt, dort bietet sich ein schöner Blick auf die Liebfrauenkirche. Zwischen dem Bergfried und dem Jugendzentrum wurde vor einigen Jahren der jüngste Zugang zur Stadt (Gehweg) errichtet und man gelangt von dort in die finstere Promenade (ehemaliger Stadtgraben). Der äußere Schlosshof dient zusätzlich als Parkplatz für Autos.
Durch einen Torbau kommt man in den inneren Schlosshof. Als der Bau der Verteidigung gedient hat, existierten zwei Zugbrücken – eine für eine Tür und eine für das Einfahrtstor – deren Rollen noch zu sehen sind. Über dem Torbau befindet sich die ehemalige Schlosskapelle. Im inneren Schlosshof befinden sich zwei Stiegenaufgänge und ein gedeckter Umgang im oberen Stockwerk („Gaden“) über den man in das Finanzamt und das Schlossmuseum erreicht. In den Sommermonaten wurden öfters Konzerte und Theateraufführungen veranstaltet, bevor 2003 das Kulturzentrum Salzhof eingeweiht wurde. Der jährliche Freistädter Weihnachtsmarkt findet im äußeren und inneren Schlosshof statt (meistens am 1. Wochenende im Dezember).
Der imposanteste Teil des Schlosses ist der Schlossturm – der Bergfried, der in seiner Art in Österreich einmalig ist. Der 50 Meter hohe Turm ist weitgehend fensterlos und besitzt einen Umgang auf Kragsteinen in
40 Metern Höhe. Ein sehr steiles Keildach mit vier Dacherkern auf Kragsteinen bildet den Abschluss des Turms. Der gotische Bergfried ist ein Wahrzeichen der Stadt und ist auf vielen Abbildungen zu sehen.

## Schlosskapelle

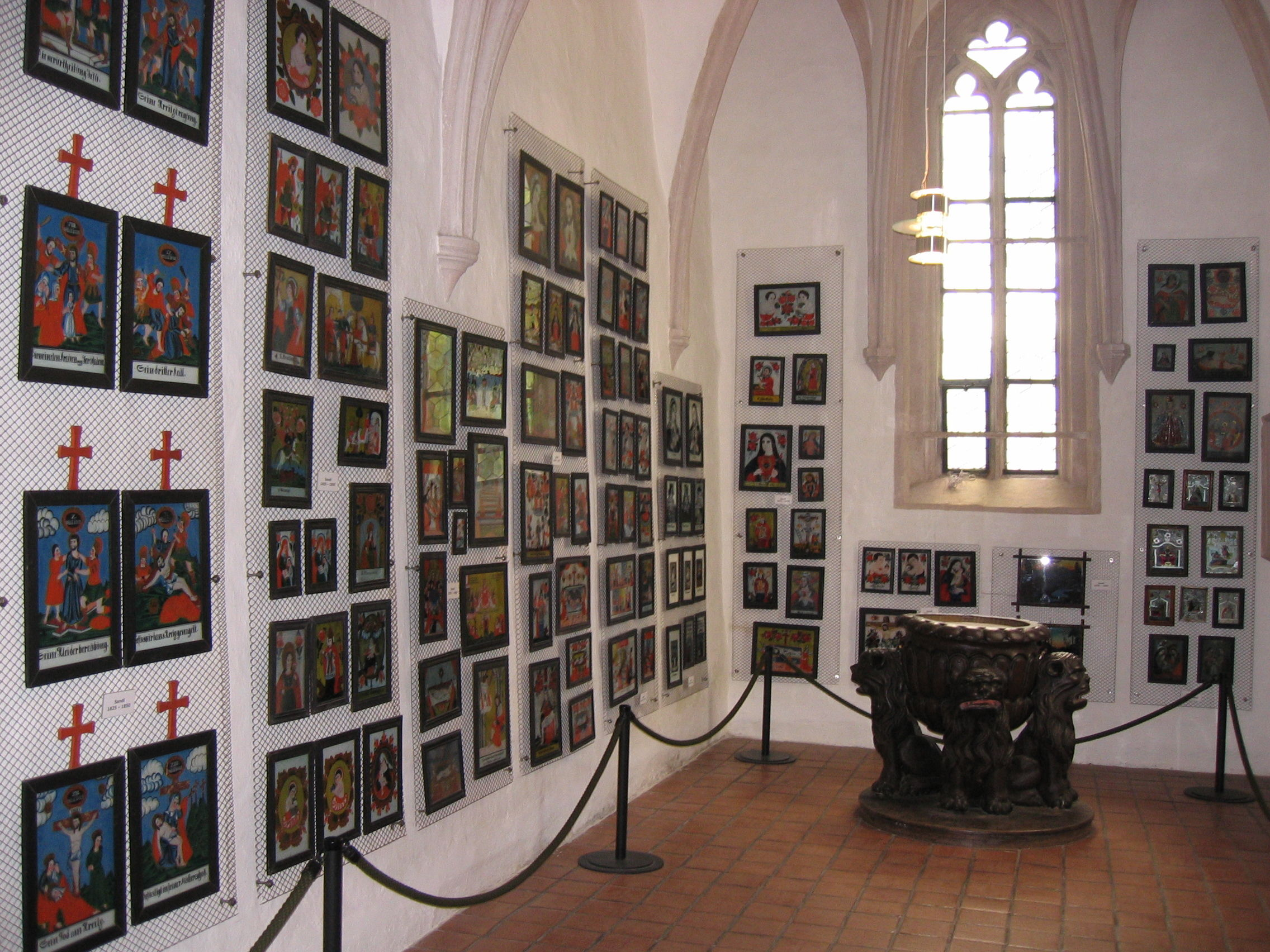
Innenansicht der Kapelle

Die Schlosskapelle wurde 1497 der Heiligsten Dreifaltigkeit geweiht. Die Kapelle liegt über dem Durchgang vom äußeren in den inneren Schlosshof und kann nur vom inneren Schlosshof über mehrere Stufen betreten werden. Von Außen ist die Kapelle ein viereckiger Bau mit zwei hohen spitzbogigen und einem runden Maßwerk-Fenster. Im Inneren der gotischen Kapelle ist das Kreuzrippengewölbe gut erhalten, der dreiseitige Chor gewöhnlich abgeschlossen. Ein Altar ist nicht mehr erhalten. Von den üblichen kirchlichen Einrichtungsgegenständen sind nur die Sakramentsnische aus Stein an der rechten Seite des Chorschlusses und ein Becken (Taufbecken?) an der linken Seite erhalten.
Die Kapelle wurde vom Brand am 2. Mai 1880, der im Schloss ausbrach verschont. In der Zeit, als das Schloss eine Kaserne war, wurde die Kapelle als Monturmagazin verwendet und war mit einem Holzboden ausgestattet. Heute ist die ehemalige Kapelle ein Teil des Schlossmuseums und beherbergt eine bemerkenswerte Sammlung von Hinterglasbildern.

## Speicher
Der denkmalgeschützte ehemalige Speicher steht südwestlich des Schlosses im äußeren Schlosshof. Der dreigeschoßige Kubus wurde um 1552 unter Georg von Landau erbaut. Die Fenstergewölbe stammen aus der Errichtungszeit (Fenstergewände). An der Ostfront befindet sich eine Abtreppung als angebliche Zinne des ehemaligen Wehrganges der Stadtmauer. Im Inneren existiert ein rundbogiges Kellertor sowie ein Rechteckportal mit verkehrt aufgesetztem Sturz, mit der Jahreszahl „1583“ bezeichnet. Der Keller besitzt ein Tonnengewölbe. 1982/83 erfolgte ein Umbau, das Gebäude wird als Jugendzentrum und Jugendherberge genutzt.